# Henri Anet
Pour les articles homonymes, voir Anet.
Henri Anet, né le 15 janvier 1895 à Montreux et mort le 14 septembre 1983 dans la même ville, est une personnalité politique suisse, membre du parti radical-démocratique. Il est député du canton de Vaud au Conseil national de 1946 à 1947.

## Biographie
Henri Anet naît le 15 janvier 1895 à Montreux, dans le canton de Vaud. Protestant, originaire du Châtelard (aujourd'hui localité de la commune de Montreux), il est le fils d'Alfred Henri Anet, adjoint au greffe municipal. Il épouse Eugénie Marie Falquier.
Diplômé de l'école d'horticulture de Châtelaine en 1916, il effectue des stages en France entre 1916 et 1918 avant de s'occuper entre 1918 et 1927 du défrichement et de la mise en culture des plaines de l'Orbe et du Rhône,.
De 1927 à 1944, il est conseiller externe pour la Suisse romande de l'entreprise de produits chimiques Dr. R. Maag (de). En parallèle, il est président de la Fédération vaudoise des sociétés d'agriculture de 1935 à 1950, fondateur et président de l'Union fruitière vaudoise et membre du comité central suisse de Fruit-Union. Il fonde en 1943 l'entrepôt frigorifique de Charrat, dans le canton du Valais,.

### Carrière politique
Ayant fait le meilleur score des non-élus de la liste radicale lors des élections fédérales de 1943, il entre au Conseil national en 1946 à la faveur de la démission de Paul Nerfin. Il y siège jusqu'à la fin de la législature, l'année suivante. Il est en outre  syndic de Veytaux entre 1961 et 1973.